# Žitniće
Žitniće (izvirno srbsko Житниће) je naselje v Srbiji, ki upravno spada pod Občino Sjenica; slednja pa je del Zlatiborskega upravnega okraja.

## Demografija
V naselju, katerega izvirno (srbsko-cirilično) ime je Житниће, živi 366 polnoletnih prebivalcev, pri čemer je njihova povprečna starost 31,4 let (32,3 pri moških in 30,6 pri ženskah). Naselje ima 106 gospodinjstev, pri čemer je povprečno število članov na gospodinjstvo 5,06.
|  |

| Demografija | Demografija     | Demografija     |
| Leto        | Št. prebivalcev | Št. prebivalcev |
| ----------- | --------------- | --------------- |
|             |                 |                 |
|             |                 |                 |
|             |                 |                 |
|             |                 |                 |
| 1948        | 541             |                 |
| 1953        | 650             |                 |
| 1961        | 639             |                 |
| 1971        | 640             |                 |
| 1981        | 691             |                 |
| 1991        | 654             | 650             |
| 2002        | 713             | 536             |
|             |                 |                 |

| Etnična sestava po popisu iz leta 2002 | Etnična sestava po popisu iz leta 2002 | Etnična sestava po popisu iz leta 2002 | Etnična sestava po popisu iz leta 2002 | Etnična sestava po popisu iz leta 2002 |
| -------------------------------------- | -------------------------------------- | -------------------------------------- | -------------------------------------- | -------------------------------------- |
| Bošnjaki                               | Bošnjaki                               |                                        | 533                                    | 99,44%                                 |
| Muslimani                              | Muslimani                              |                                        | 2                                      | 0,37%                                  |
| Neznano                                | Neznano                                |                                        | 1                                      | 0,18%                                  |